# Haukur Pálsson
Haukur Helgi Pálsson (* 28. Mai 1992 in Reykjavík) ist ein isländischer Basketballspieler. Er wechselte als Talent bereits mit 16 Jahren ins Ausland, wo er zunächst ein Jahr in Italien spielte und anschließend seine Fähigkeiten bei einem Studienaufenthalt in den Vereinigten Staaten verbesserte. Anschließend spielte Haukur Pálsson drei Jahre in Spanien für verschiedene Vereine, bevor er in der Saison 2014/15 in Schweden aktiv war. Anschließend folgten vorerst nur noch Kurzengagements in den höchsten Spielklassen Spaniens, beim Mitteldeutschen BC in Deutschland sowie in seiner Heimat. Seit 2016 spielt Pálsson in der zweiten französischen Liga LNB Pro B für Rouen Métropole Basket. Mit der isländischen Basketballnationalmannschaft war Haukur Pálsson Teilnehmer der EM-Endrunde 2015.

## Karriere
Haukur Pálsson ging mit 16 Jahren 2008 für ein Jahr in die italienische Hauptstadt Rom, wo er für den Traditionsverein Stella Azzurra Basketball spielte. Die Herrenmannschaft, bis Ende der 1970er Jahre erstklassig und auch Europapokalteilnehmer, spielte zu jener Zeit jedoch nur noch viertklassig in der Serie B. Anschließend war Haukur Pálsson für ein Jahr an der Montverde Academy am gleichnamigen Ort in Florida, wo er in einem Vorbereitungsjahr die Voraussetzungen für die Aufnahme eines Studiums in den Vereinigten Staaten schuf. Hier bekam er 2010 einen Studienplatz an der University of Maryland, College Park, dessen renommierte Hochschulmannschaft Terrapins damals in der Atlantic Coast Conference (ACC) der NCAA spielte. Die besonders spielstarke ACC bietet optimale Voraussetzungen, um mit guten Leistungen das Interesse der Klubs der am höchsten dotierten Profiliga NBA auf sich zu ziehen. Und Haukur Pálsson konnte sich in seinem ersten Jahr als „Freshman“ bereits viel versprechende Minuten an Einsatzzeit in der talentierten Mannschaft sichern und galt nach dem altersbedingten Abgang von Mannschaftskameraden als möglicher Kandidat für die Starting Five bereits in seinem zweiten Jahr. Doch nach einem individuell starken U20-Junioren-Europameisterschaftsturnier der schwächeren Auswahlmannschaften in der Division B, in der Haukur Pálsson ein Double-double im Schnitt pro Spiel auflegte, änderte dieser seine Pläne und brach das Studium ab.
Im Sommer 2011 unterschrieb Haukur Pálsson direkt einen professionellen Vertrag bei Bàsquet Assignia aus Manresa in der spanischen Liga ACB, die als eine der spielstärksten Ligen in Europa gilt. Hier kam er als Nachwuchsspieler nicht gut zurecht und erzielte in den folgenden beiden Spielzeiten bei Einsatzzeiten von zehn Minuten und weniger pro Spiel bei wenigen Wurfversuchen auch nur geringe Erfolgsquoten. Nach einem zwölften Platz 2012 erreichte Bruixa d’Or, so die neue Firmierung der Mannschaft, in der Saison 2012/13 nach nur sechs Saisonsiegen den letzten Platz, der nur durch den Verzicht anderer Mannschaften zum Klassenerhalt reichte. Haukur Pálsson spielte jedoch in der Saison 2013/14 für den spanischen Zweitligisten CB Breogán aus Lugo in der LEB Oro, der nach dem vierten Hauptrundenplatz die Play-off-Halbfinalserie um den Aufstieg und eine Rückkehr in die höchste Spielklasse verpasste. In der zweiten Liga kam er besser zurecht und erzielte in gut 20 Minuten Einsatzzeit pro Spiel durchschnittlich gut sechs Punkte und knapp drei Rebounds. Zur folgenden Saison 2014/15 wechselte Haukur Pálsson jedoch in die schwedische Basketligan, in der bereits viele Mannschaftskameraden aus der isländischen Herren-Nationalmannschaft aktiv waren. Bei Basket Norrbotten aus Luleå zeigte er ordentliche Leistungen, verlor mit seiner Mannschaft aber als Hauptrundenvierter gleich in der ersten Play-off-Runde gegen den mit vier isländischen Nationalspielern besetzten vormaligen Vizemeister Sundsvall Dragons. Anschließend schloss sich Haukur Pálsson im April 2015 noch dem spanischen Spitzenklub Laboral Kutxa Baskonia aus Vitoria-Gasteiz an, der ihn jedoch nur in einem Spiel einsetzte und nach drei Wochen noch vor dem eigenen Saisonende wieder aus seinen Verpflichtungen entließ.
In der isländischen Nationalmannschaft absolvierte Haukur Pálsson bis zum Sommer 2015 35 Einsätze. Konnte die Auswahl der Herren zuvor nur nennenswerte Erfolge bei den Spielen der kleinen Staaten von Europa feiern, hatte man sich im Sommer 2014 unter anderem mit den erfahrenen Profis Jón Arnór Stefánsson, Logi Gunnarsson, Jakob Sigurðarson, Hörður Vilhjálmsson und Pavel Ermolinskij, die alle bereits im Ausland und unter anderem auch in spanischen Ligen gespielt hatten, erstmals für eine Endrunde der Europameisterschaft qualifiziert. Bei der EM-Endrunde 2015 bestritt die isländische Auswahl ihr erstes Endrundenspiel gegen Gastgeber Deutschland in der Berliner Mercedes-Benz Arena. Die 65:71-Niederlage gegen den Gastgeber blieb die knappste Niederlage im Turnierverlauf, auch wenn die bereits qualifizierte türkische Auswahl im abschließenden Gruppenspiel eine Verlängerung benötigte, um die sieglose isländische Auswahl zu bezwingen. Kurz vor Beginn der Spielzeit 2015/16 unterschrieb Haukur Pálsson einen für sechs Wochen gültigen Vertrag beim Mitteldeutschen BC in Weißenfels, dem ehemaligen Club seines Nationalmannschaftskollegen Hörður Vilhjálmsson. Dort ersetzte er vorübergehend den verletzten TaShawn Thomas, schied aber nach nur fünf Einsätzen beim sieglosen Tabellenletzten wieder aus. Daraufhin kehrte Haukur Pálsson in seine Heimat zurück, wo er sich Ungmennafélag Njarðvíkur anschloss. Wie im Vorjahr verlor die Mannschaft am Saisonende die Play-off-Halbfinalserie um die Meisterschaft knapp in fünf Spielen gegen Titelverteidiger KR Reykjavík. Zur folgenden Saison bekam Haukur Pálsson einen Vertrag in Frankreich beim Erstliga-Absteiger Métropole Basket in Rouen.